# Cowhouse (marathonschaatsploeg)
Cowhouse was in het seizoen 2010-2011 een Nederlandse marathonschaatsploeg. Het damesteam stond onder leiding van Henk Heetebrij. Tot seizoen 2009-2010 was DSB Bank de sponsor van het team. Het herenteam werd toen het AMI Kappers Schaatsteam. Na reeds één jaar viel het team weer uit elkaar.

## Vrouwenteam 2010-2011
De volgende dames maakten deel uit van dit team:
- Janneke Ensing
- Karin Maarse
- Kitty Meeth
- Maria Sterk
- Elma de Vries
- Chris Witty ( Amerikaanse)